# Vigga Bro
Vigga Bro (født 20. oktober 1937 i Fredericia) er en dansk skuespillerinde, instruktør og historiefortæller.
Uddannet som skuespiller ved Aarhus Teater 1961. Var herefter knyttet til teatret i tre år inden hun blev freelance på bl.a. Det kgl. Teater, Folketeatret, Ungdommens Teater, Det ny Scala og ABC Teatret.
Hun har også været sceneinstruktør og har undervist på Statens Teaterskole.
I de senere år har hun især koncentreret sig om historiefortællingen.
Hun har været gift med skuespillerne Fritz Brun og Bendt Rothe. Hun var gift med musikeren og komponisten Erik Moseholm frem til hans død i 2012.
Hun er mor til dramatikeren Anna Bro og søster til skuespilleren Christoffer Bro. Derudover er hun faster til Anders Peter Bro, Nicolas Bro og Laura Bro, som alle er uddannede skuespillere.

## Udvalgt filmografi
- Nu stiger den – 1966
- Jeg er sgu min egen – 1967
- Oktoberdage – 1970
- Løgneren – 1970
- Vinterbørn – 1978
- Barndommens gade – 1986
- Alletiders nisse – 1995 (tv-julekalender)
- Fede tider – 1996
- Sekten – 1997
- Monas verden – 2001
- Se til venstre, der er en svensker – 2003
- Se dagens lys – 2003
- Jul i Valhal - 2005
- Julestjerner - 2012 (tv-julekalender)
- Stille hjerte - 2014
- Landet af glas (2018)
- BaseBoys sæson 2 (2018)
- "Julehjertets hemmelighed" (2022) (tv-julekalender)
- "Troldehjertets Hemmelighed" (2023) (tv-påskekalender)

## Hædersbevisninger
- 1966: Filmfondens Pris
- 1983: Johnna og Henrik Neiiendams Mindelegat
- 1988: Legat fra Ole Haslunds Kunstnerfond
- 1993: Gelsted-Kirk-Scherfig-Prisen
- 1995: Elith Foss' Mindelegat